# Różokrzyż

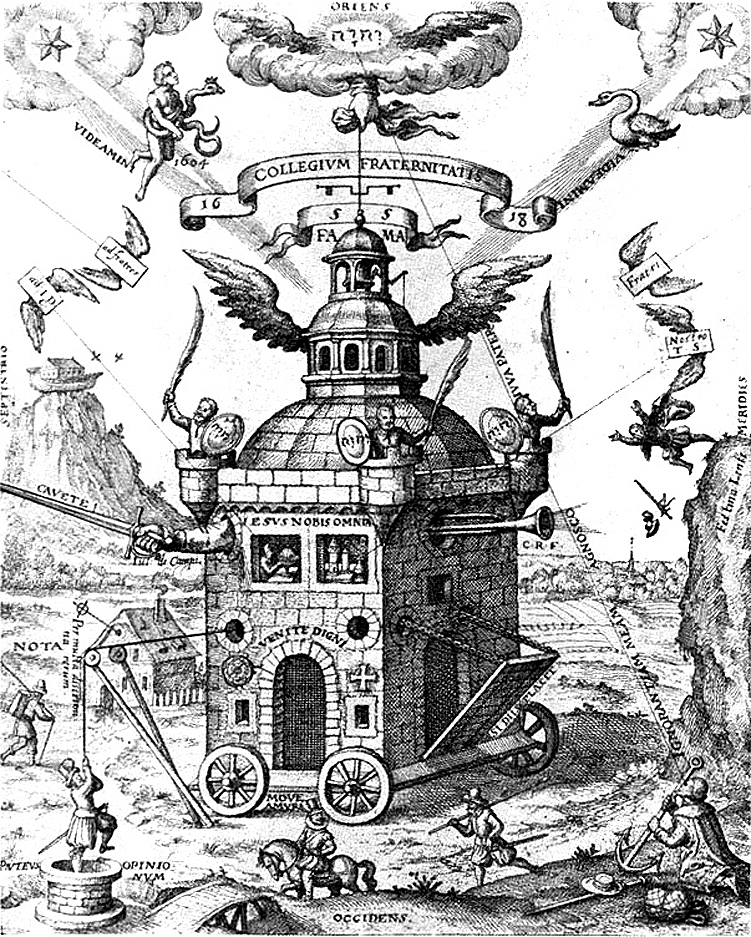
„Świątynia Różokrzyża” Teophilus Schweighardt Constantiens, 1618

Różokrzyż – termin odnoszący się do ruchu i nauki głoszonej przez kontynuatorów starożytnych szkół misteryjnych, jacy pojawili się na przestrzeni XV wieku, a którzy nawiązywali do idei zawartych w tradycjach gnostyckich głoszonych wcześniej m.in. przez esseńczyków, manichejczyków, katarów. Pierwsze dokumenty związane z tym ruchem pochodzą z XVII wieku.

## Historia
Przyjmuje się, że nazwa różokrzyż pochodzi od imienia Christian Rosenkreutz, postaci pojawiającej się w dziełach Johanna Valentina Andreae (1586–1654) wydanych w latach 1614–1616:
- 1614 – Fama Fraternitatis (Sława bractwa),
- 1615 – Confessio Fraternitatis (Wyznanie bractwa),
- 1616 – Chymische Hochzeit des Christiani Rosencreutz Anno 1459 (Alchemiczne zaślubiny Christiana Rosenkreutza roku 1459)

Różokrzyżowcy działali w XV–XVII wieku na terenie Europy głównie w Niemczech, Niderlandach, Francji oraz Anglii, upatrując swe dzieło we wcześniejszych dokonaniach m.in. Hermesa Trismegistosa, Laozi, Buddy, Pitagorasa, Apoloniusza z Tiany. Nauki różokrzyża głosili m.in. Robert Fludd, Michael Maier, Thomas Vaugham, John Heydon. Związany z tym ruchem był również m.in. Stanisław August Poniatowski, Johann Wolfgang Goethe, Victor Hugo i Teofil Ociepka.

## Nauka
Różokrzyż zaznacza w swej filozofii boskie pochodzenie człowieka rozpatrywane przez upadek w grzech oraz możliwość ponownego zjednoczenia z boskim polem życia. Nauka ta powiązana jest silnie z alchemią, postrzegając możliwość zbawienia w przemianie ołowiu symbolizującego naturę człowieka ziemskiego w złoto prawdziwego boskiego człowieka, który niczym Feniks z popiołów musi wznieść się z grobu natury.
Hermetyczna nauka różokrzyżowców wywodzi się z:
- gnozy
- alchemii
- kabały
- neoplatonizmu
- filozofii

## Różokrzyżowcy w Polsce
Już w roku 1615 gdański drukarz i księgarz Andreas Hünefeld wydał fundamentalne dla ruchu różokrzyżowców dzieło Johanna Valentina Andreae: Fama Fraternitatis (nazwa różokrzyż pochodzi od imienia Christian Rosenkreutz, postaci pojawiającej się w tej i innych księgach tego autora). W wyniku działalności Hünefelda powstała miejscowa placówka różokrzyżowców pod nazwą Antilia.

## Masoneria
Do nauk XVII-wiecznych różokrzyżowców odwoływali się przedstawiciele rozwijającego się w XVII wieku wolnomularstwa spekulatywnego. Istnieje znaczące powiązanie symboliki wolnomularskiej i symboliki stosowanej przez różokrzyżowców.

## Współcześnie
Obecnie różokrzyż znajduje wielu współczesnych kontynuatorów działających na terenie całego świata, których przykładem jest Lectorium Rosicrucianum, AMORC, jak również Societas Rosicruciana in Anglia i Fraternitas Rosae Crucis. W Polsce od 1986 roku oficjalnie działa Lectorium Rosicrucianum Międzynarodowa Szkoła Złotego Różokrzyża, która ma pięć centrów miejskich (Warszawa, Wrocław, Katowice, Koszalin, Kraków) oraz ośrodek konferencyjny Aurora w Wieluniu.